# Gran Premio motociclistico d'Austria 1986
Il Gran Premio motociclistico d'Austria fu il quarto appuntamento del motomondiale 1986, si trattò della quindicesima edizione del Gran Premio motociclistico d'Austria valida per il motomondiale.
Si svolse il 7 e 8 giugno 1986 a Salisburgo e vi gareggiarono tutte le classi in singolo oltre ai sidecar. Ottennero la vittoria Eddie Lawson in classe 500, Carlos Lavado in classe 250, Luca Cadalora in classe 125 e Jorge Martínez in classe 80, mentre tra i sidecar si impose l'equipaggio Egbert Streuer/Bernard Schnieders.
Curiosamente per le tre cilindrate maggiori i vincitori furono gli stessi del Gran Premio precedente e in tutte le gare il vincitore è stato il pilota partito in pole position.

## Classe 500
Il campione mondiale in carica, Freddie Spencer, ha preso il via alla gara ma, sempre alle prese con i problemi di tendinite, non riuscirà ad andare oltre il 16º posto. La vittoria è andata, per la terza volta su quattro gare, allo statunitense Eddie Lawson che ha preceduto l'australiano Wayne Gardner e l'altro statunitense Randy Mamola.
La classifica del campionato è capeggiata da Lawson con 18 punti di vantaggio su Gardner.

### Arrivati al traguardo
| Pos. | Pilota              | Moto   | Tempo    | Griglia | Punti |
| ---- | ------------------- | ------ | -------- | ------- | ----- |
| 1    | Eddie Lawson        | Yamaha | 41.43.79 | 1       | 15    |
| 2    | Wayne Gardner       | Honda  | 41.55.29 | 4       | 12    |
| 3    | Randy Mamola        | Yamaha | 42.05.92 | 2       | 10    |
| 4    | Christian Sarron    | Yamaha | 42.09.52 | 6       | 8     |
| 5    | Mike Baldwin        | Yamaha | 42.10.15 | 7       | 6     |
| 6    | Robert McElnea      | Yamaha | 42.11.21 | 3       | 5     |
| 7    | Shunji Yatsushiro   | Honda  | 42.34.17 | 9       | 4     |
| 8    | Gustav Reiner       | Honda  | 43.08.62 | 13      | 3     |
| 9    | Pierfrancesco Chili | Suzuki | 1 giro   | 10      | 2     |
| 10   | Boet van Dulmen     | Honda  | 1 giro   | 18      | 1     |
| 11   | Fabio Biliotti      | Honda  | 1 giro   | 19      |       |
| 12   | Dave Petersen       | Suzuki | 1 giro   | 14      |       |
| 13   | Manfred Fischer     | Honda  | 1 giro   | 17      |       |
| 14   | Paul Lewis          | Suzuki | 1 giro   | 15      |       |
| 15   | Wolfgang von Muralt | Suzuki | 1 giro   | 20      |       |
| 16   | Freddie Spencer     | Yamaha | 1 giro   | 5       |       |
| 17   | Henk van der Mark   | Honda  | 1 giro   | 21      |       |
| 18   | Mile Pajic          | Honda  | 1 giro   | 24      |       |
| 19   | Simon Buckmaster    | Honda  | 1 giro   | 23      |       |
| 20   | Leandro Becheroni   | Suzuki | 2 giri   | 26      |       |
| 21   | Eero Hyvärinen      | Honda  | 2 giri   | 25      |       |
| 22   | Georg Jung          | Honda  | 2 giri   | 27      |       |
| 23   | Dietmar Mayer       | Honda  | 2 giri   | 30      |       |
| 24   | Rudolf Zeller       | Suzuki | 3 giri   | 35      |       |

### Ritirati
| Pilota             | Moto      | Motivo | Griglia |
| ------------------ | --------- | ------ | ------- |
| Marco Gentile      | Fior      |        | 28      |
| Didier de Radiguès | Honda     |        | 11      |
| Juan Garriga       | Cagiva    |        | 16      |
| Helmut Schütz      | Honda     |        | 31      |
| Josef Doppler      | Suzuki    |        | 29      |
| Raymond Roche      | Honda     |        | 8       |
| Ron Haslam         | Elf-Honda |        | 12      |
| Peter Lindén       | Honda     |        | 34      |
| Peter Sköld        | Honda     |        | 22      |

## Classe 250
La classifica finale ha visto ai primi tre posti il venezualano Carlos Lavado, il tedesco Martin Wimmer e il francese Jean-François Baldé; nella classifica del campionato, visto che il tedesco Anton Mang a causa di una caduta nelle prove non si è neppure qualificato, Lavado aumenta il suo vantaggio, portandolo a 18 punti.

### Arrivati al traguardo
| Pos. | Pilota              | Moto       | Tempo    | Griglia | Punti |
| ---- | ------------------- | ---------- | -------- | ------- | ----- |
| 1    | Carlos Lavado       | Yamaha     | 36.52.68 | 1       | 15    |
| 2    | Martin Wimmer       | Yamaha     | 37.00.69 | 2       | 12    |
| 3    | Jean-François Baldé | Honda      | 37.03.62 | 4       | 10    |
| 4    | Fausto Ricci        | Honda      | 37.08.47 | 3       | 8     |
| 5    | Sito Pons           | Honda      | 37.12.97 | 9       | 6     |
| 6    | Dominique Sarron    | Honda      | 37.21.31 | 5       | 5     |
| 7    | Manfred Herweh      | Aprilia    | 37.21.56 | 13      | 4     |
| 8    | Tadahiko Taira      | Yamaha     | 37.37.51 | 17      | 3     |
| 9    | Siegfried Minich    | Honda      | 37.37.78 | 14      | 2     |
| 10   | Maurizio Vitali     | Garelli    | 37.38.27 | 23      | 1     |
| 11   | Reinhold Roth       | Honda      | 37.38.49 | 20      |       |
| 12   | Virginio Ferrari    | Honda      | 37.38.78 | 6       |       |
| 13   | Jacques Cornu       | Honda      | 37.42.22 | 21      |       |
| 14   | Herbert Besendörfer | Yamaha     | 37.43.83 | 33      |       |
| 15   | Andreas Preining    | Rotax      | 37.44.78 | 26      |       |
| 16   | Pierre Bolle        | Parisienne | 37.45.59 | 19      |       |
| 17   | Thomas Bacher       | Rotax      | 37.45.89 | 30      |       |
| 18   | Harald Eckl         | Honda      | 37.48.04 | 16      |       |
| 19   | Stefan Klabacher    | Rotax      | 37.55.57 | 25      |       |
| 20   | Hans Becker         | Yamaha     | 38.13.78 | 28      |       |
| 21   | Jochen Schmid       | Yamaha     | 38.14.08 | 31      |       |
| 22   | René Delaby         | Rotax      | 1 giro   | 36      |       |
| 23   | Larry Moreno        | Cobas      | 1 giro   | 37      |       |
| 24   | Wolfgang Felber     | Rotax      | 1 giro   | 34      |       |

### Ritirati
| Pilota                 | Moto        | Motivo | Griglia |
| ---------------------- | ----------- | ------ | ------- |
| Stéphane Mertens       | Yamaha      |        | 7       |
| Hans Lindner           | Rotax       |        | 10      |
| Jean Foray             | Yamaha      |        | 12      |
| Jean-Louis Tournadre   | Yamaha      |        | 29      |
| Donnie McLeod          | Armstrong   |        | 11      |
| Sergio Pellandini      | Honda       |        | 27      |
| Carlos Cardús          | Honda       |        | 35      |
| Jean-Louis Guignabodet | MIG         |        | 32      |
| Josef Hutter           | Bartol      |        | 15      |
| Alan Carter            | Cobas-Rotax |        | 8       |
| Massimo Matteoni       | Honda       |        | 22      |

### Non partiti
| Pilota          | Moto      | Motivo | Griglia |
| --------------- | --------- | ------ | ------- |
| Michael Lederer | Rotax     |        | 18      |
| Niall Mackenzie | Armstrong |        | 24      |

### Non qualificato
| Pilota     | Moto  | Motivo | Griglia |
| ---------- | ----- | ------ | ------- |
| Anton Mang | Honda |        | 49      |

## Classe 125
Vittoria nella gara e conquista del primo posto provvisorio in classifica generale per l'italiano Luca Cadalora che ha preceduto il connazionale Ezio Gianola e lo svizzero Bruno Kneubühler.
Caduta con fratture per il campione mondiale in carica Fausto Gresini che riesce a mantenere in ogni caso la seconda posizione in classifica.

### Arrivati al traguardo
| Pos. | Pilota                 | Moto      | Tempo    | Griglia | Punti |
| ---- | ---------------------- | --------- | -------- | ------- | ----- |
| 1    | Luca Cadalora          | Garelli   | 38.03.40 | 1       | 15    |
| 2    | Ezio Gianola           | MBA       | 38.08.74 | 2       | 12    |
| 3    | Bruno Kneubühler       | MBA       | 38.43.17 | 5       | 10    |
| 4    | Pier Paolo Bianchi     | Sanvenero | 38.45.93 | 7       | 8     |
| 5    | Domenico Brigaglia     | Ducados   | 38.55.14 | 9       | 6     |
| 6    | Olivier Liégeois       | Assmex    | 38.55.34 | 8       | 5     |
| 7    | Alfred Waibel          | Real      | 39.04.73 | 13      | 4     |
| 8    | Lucio Pietroniro       | MBA       | 39.04.92 | 22      | 3     |
| 9    | Esa Kytölä             | MBA       | 39.17.88 | 18      | 2     |
| 10   | Adi Stadler            | MBA       | 39.21.73 | 12      | 1     |
| 11   | Paolo Casoli           | MBA       | 39.22.14 | 14      |       |
| 12   | Jussi Hautaniemi       | MBA       | 39.28.21 | 17      |       |
| 13   | Thomas Møller-Pedersen | MBA       | 39.33.34 | 15      |       |
| 14   | Willy Pérez            | MBA       | 1 giro   | 11      |       |
| 15   | Johnny Wickström       | MBA       | 1 giro   | 10      |       |
| 16   | Thierry Feuz           | MBA       | 1 giro   | 6       |       |
| 17   | Robin Appleyard        | MBA       | 1 giro   | 26      |       |
| 18   | Norbert Peschke        | MBA       | 1 giro   | 20      |       |
| 19   | Ton Spek               | MBA       | 1 giro   | 32      |       |
| 20   | Karl Dauer             | MBA       | 1 giro   | 23      |       |
| 21   | Éric Saul              | LGN       | 1 giro   | 34      |       |
| 22   | Mike Leitner           | MBA       | 1 giro   | 28      |       |
| 23   | Peter Sommer           | MBA       | 1 giro   | 33      |       |
| 24   | Thierry Maurer         | MBA       | 2 giri   | 35      |       |

### Ritirati
| Pilota             | Moto    | Motivo | Griglia |
| ------------------ | ------- | ------ | ------- |
| Fausto Gresini     | Garelli |        | 3       |
| August Auinger     | MBA     |        | 4       |
| Willy Hupperich    | MBA     |        | 16      |
| Jacques Hutteau    | MBA     |        | 27      |
| Andrés Sánchez     | MBA     |        | 19      |
| Sepp Bader         | MBA     |        | 29      |
| Giuseppe Ascareggi | MBA     |        | 31      |
| Ángel Nieto        | Ducados |        | 21      |
| Peter Balaz        | MBA     |        | 25      |
| Håkan Olsson       | MBA     |        | 30      |
| Steve Mason        | MBA     |        | 36      |

## Classe 80
La gara della cilindrata minore si è disputata al sabato e ha visto ai primi due posti due piloti spagnoli in sella alle Derbi, con Jorge Martínez che ha preceduto Manuel Herreros; al terzo posto l'italiano Pier Paolo Bianchi.
Nella classifica generale Herreros mantiene la testa, davanti a Martinéz e al campione mondiale in carica Stefan Dörflinger.

### Arrivati al traguardo
| Pos. | Pilota              | Moto          | Tempo    | Griglia | Punti |
| ---- | ------------------- | ------------- | -------- | ------- | ----- |
| 1    | Jorge Martínez      | Derbi         | 30.01.98 | 1       | 15    |
| 2    | Manuel Herreros     | Derbi         | 30.09.08 | 3       | 12    |
| 3    | Pier Paolo Bianchi  | Seel          | 30.10.14 | 6       | 10    |
| 4    | Hans Spaan          | Casal         | 30.10.67 | 4       | 8     |
| 5    | Stefan Dörflinger   | Krauser       | 30.10.90 | 2       | 6     |
| 6    | Ian McConnachie     | Krauser       | 30.12.68 | 12      | 5     |
| 7    | Gerhard Waibel      | Krauser       | 30.36.86 | 8       | 4     |
| 8    | Ángel Nieto         | Derbi         | 30.37.07 | 7       | 3     |
| 9    | Josef Fischer       | Krauser       | 31.08.78 | 5       | 2     |
| 10   | Juan Ramón Bolart   | Autisa        | 31.11.47 | 13      | 1     |
| 11   | Henk van Kessel     | Krauser       | 31.16.52 | 15      |       |
| 12   | Felix Rodríguez     | Autisa        | 31.18.08 | 22      |       |
| 13   | Theo Timmer         | Casal         | 31.19.58 | 10      |       |
| 14   | Domingo Gil Blanco  | Autisa        | 31.35.28 | 24      |       |
| 15   | Salvatore Milano    | Krauser       | 31.35.52 | 16      |       |
| 16   | Reiner Scheidhauer  | Seel          | 31.43.57 | 11      |       |
| 17   | Hubert Abold        | Seel          | 31.46.47 | 17      |       |
| 18   | Thomas Engl         | Krauser       | 1 giro   | 21      |       |
| 19   | Steve Mason         | MBA           | 1 giro   | 30      |       |
| 20   | Reinhard Koberstein | Krauser       | 1 giro   | 25      |       |
| 21   | Reiner Koster       | Kroko         | 1 giro   | 26      |       |
| 22   | Mario Stocco        | Casal         | 1 giro   | 29      |       |
| 23   | Alex Barros         | Autisa        | 1 giro   | 23      |       |
| 24   | Raimo Lipponen      | Krauser       | 1 giro   | 34      |       |
| 25   | Johan Auer          | Auer-eigenbau | 1 giro   | 35      |       |
| 26   | Jarno Piepponen     | Krauser       | 1 giro   | 32      |       |
| 27   | Richard Bay         | Maico         | 2 giri   | 33      |       |
| 28   | Steve Lawton        | Eberhardt     | 2 giri   | 36      |       |

### Ritirati
| Pilota            | Moto      | Motivo | Griglia |
| ----------------- | --------- | ------ | ------- |
| Rainer Kunz       | Ziegler   |        | 9       |
| Jos van Dongen    | Krauser   |        | 18      |
| Gerd Kafka        | Krauser   |        | 19      |
| René Dünki        | Krauser   |        | 14      |
| Chris Baert       | Seel      |        | 20      |
| Herri Torrontegui | Autisa    |        | 27      |
| Mika-Sakari Komu  | Eberhardt |        | 31      |
| Luis Miguel Reyes | Autisa    |        | 28      |

## Classe sidecar
Seconda vittoria in due gare per i campioni in carica Egbert Streuer-Bernard Schnieders, che precedono con un buon margine gli inglesi Webster-Hewitt e i francesi Michel-Fresc. Ritirati per problemi tecnici Rolf Biland-Kurt Waltisperg.
In classifica Streuer è a punteggio pieno a 30, mentre gli altri sono già distanziati: al secondo posto c'è Steve Abbott con 18 punti davanti a Michel a 15 e a Biland, Webster, Jones e Zurbrügg a 12.

### Arrivati al traguardo (posizioni a punti)[6]
| Pos | Pilota          | Passeggero         | Moto          | Tempo    | Punti |
| --- | --------------- | ------------------ | ------------- | -------- | ----- |
| 1   | Egbert Streuer  | Bernard Schnieders | LCR-Yamaha    | 34'22"56 | 15    |
| 2   | Steve Webster   | Tony Hewitt        | LCR-Yamaha    | 34'32"37 | 12    |
| 3   | Alain Michel    | Jean-Marc Fresc    | LCR-Yamaha    | 34'47"11 | 10    |
| 4   | Steve Abbott    | Shaun Smith        | Windle-Yamaha | 34'47"88 | 8     |
| 5   | Derek Jones     | Brian Ayres        | LCR-Yamaha    | 34'49"12 | 6     |
| 6   | Markus Egloff   | Urs Egloff         | LCR-Yamaha    | 34'58"62 | 5     |
| 7   | Alfred Zurbrügg | Martin Zurbrügg    | LCR-Yamaha    | 35'18"42 | 4     |
| 8   | Theo van Kempen | Geral de Haas      | LCR-Yamaha    |          | 3     |
| 9   | Masato Kumano   | Helmut Diehl       | LCR-Yamaha    |          | 2     |
| 10  | Barry Brindley  | Chris Jones        | Windle-Yamaha |          | 1     |